# Batalha de Aspern-Essling
A Batalha de Aspern-Essling travada entre os dias 21 e 22 de maio de 1809, fez parte da chamada Quinta Coalizão, aliança formada pela Grã-Bretanha, Áustria, Prússia e Suécia contra a França de Napoleão Bonaparte. Ocorrida nos arredores de Viena quando os franceses tentavam forçar uma passagem pelo Danúbio, essa batalha ganhou notoriedade por ter resultado na primeira derrota do exército napoleônico em dez anos, rechaçado pelas tropas comandadas pelo arquiduque Carlos de Áustria-Teschen.

## Antecedentes
No cenário que antecede a batalha, Viena estava sob o controle de Napoleão, as pontes sobre o Danúbio haviam sido destruídas e as tropas do arquiduque Carlos estavam estacionadas em Bisamberg, uma colina próximo a Korneuburg, na margem esquerda do rio. Para efetuar a travessia do Danúbio, os franceses escolheram Lobau (uma das numerosas ilhas que dividem o rio em canais menores) como o ponto de cruzamento. Após os preparativos, na noite de 19 para 20 de maio, as tropas de Napoleão posicionaram pontes em todos os canais da margem direita que davam acesso a Lobau e ocuparam a ilha. Até a noite do dia 20, muitos homens já se encontravam naquele ponto e o último braço do Danúbio, entre Lobau e a margem esquerda, foi cortado por uma ponte. As tropas de André Masséna atravessaram de uma só vez para a margem esquerda, desviando-se dos postos de observação austríacos. Sem desanimar com as notícias dos pesados ataques em sua retaguarda (especialmente no Tirol e na Bohemia), Napoleão transportou todas as tropas disponíveis pelas pontes e, na madrugada do dia 21, 40 mil homens já ocupavam Marchfeld, um extensa planície da margem esquerda, que também seria palco da Batalha de Wagram.

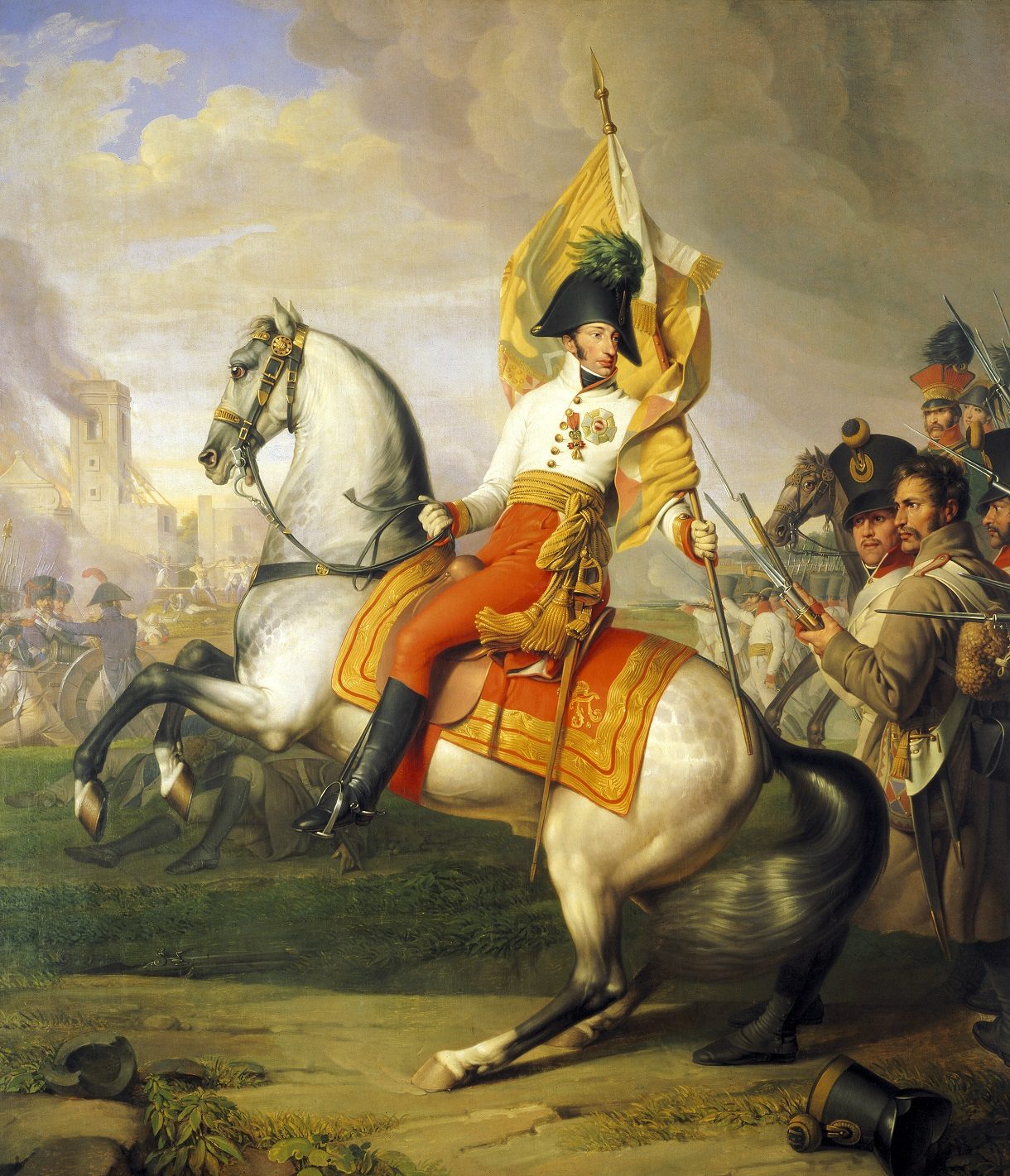
Arquiduque Carlos de Áustria-Teschen, durante a batalha.

O arquiduque não ofereceu nenhuma resistência à passagem dos franceses. Sua intenção era atacar quando a maior parte das tropas já tivesse terminado a travessia, impedindo a pronta solicitação e a chegada de reforços. Napoleão havia aceito o risco de um contra ataque, mas procurou minimizá-lo colocando outros batalhões em prontidão. Suas tropas em Marchfeld estavam posicionadas em frente às pontes, tendo a vila de Aspern (Gross-Aspern) à sua esquerda e Essling à sua direita. Ambas as localidades ficavam próximas ao Danúbio, mas não havia ligação entre elas. Os franceses deveriam ocupar essa lacuna e avançar para dar espaço às unidades de apoio.
As tropas lideradas por Johann von Hiller (VI), Heinrich von Bellegarde (I) e pelo príncipe Frederico Francisco de Hohenzollern-Hechingen (II) convergiram para Aspern, enquanto o príncipe Francisco de Rosenberg-Orsini (IV) partiu para o ataque em Essling. A cavalaria reserva, sob o comando do príncipe Johann de Liechtenstein, posicionou-se ao centro, pronta para entrar em ação ao menor sinal de ataque da cavalaria francesa às colunas. Ao longo do dia 21 as pontes se tornaram inseguras devido à violência da correnteza, mas os franceses continuaram a travessia, mesmo durante a noite.

## Ordem da batalha

### Império Austríaco
Kaiserlich-Königliche Hauptarmee, sob o comando de Carlos de Áustria-Teschenː
- 3.ª Coluna (VI Corpo), Hiller:
  - Divisão Vincent

- 2.ª Coluna (I Corpo), Bellegarde:
  - Divisão Notitz

- 3.ª Coluna (II Corpo), Hohenzollern-Hechingen:
  - Divisão Weber

- 4.ª Coluna (IV Corpo), Rosenberg/Dedovich:
  - Divisão Dedovich

- 5.ª Coluna (IV Corpo), Rosenberg/Hohenlohe:
  - Divisão Hohenlohe

- Corpo Reserva, Liechtenstein:
  - Divisão de Granadeiros, d'Aspre

TOTAL: 99 000 homens (incluindo 84 000 da Infantaria e 14 250 da Cavalaria, além de 288 canhões).

### Império Francês
Grande Armée d'Allemagne, sob o comando de Napoleão Iː
- Guarda Imperial:
  - Divisão 3 (Cavalaria): Jean-Toussaint Arrighi de Casanova

- II Corpo, Jean Lannes †:
  - Divisão de Reserva: Demont

- IV Corpo, André Masséna:
  - Divisão Lasalle (Cavalaria)

- Corpo Reserva de Cavalaria, Jean-Baptiste Bessières:
  - Divisão d'Espagne †

TOTAL (em 22 de maio): 77 000 homens (incluindo 67 000 da Infantaria e 10 000 da Cavalaria, além de 152 canhões).

## Primeiro dia

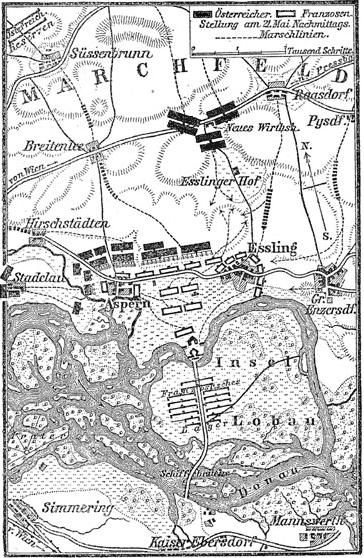
Posições francesas (em branco) e austríacas (em preto), em 21 de maio de 1809.

A batalha teve início em Aspern. Hiller manteve o controle sobre a vila durante os primeiros ataques, mas Masséna conseguiu retomá-la e rechaçou os contra ataques austríacos com a mesma tenacidade demonstrada na Batalha de Marengo.
As três colunas austríacas foram incapazes de ocupar mais do que metade da vila, que permaneceu sob o poder de Masséna quando a noite chegou. Enquanto isso, a infantaria francesa posicionada entre as duas vilas e na frente das pontes foi atraída para o combate nos flancos. Napoleão, por sua vez, enviou a cavalaria (estacionada numa posição mais central) para distrair a artilharia inimiga, que formava uma longa linha em Aspern. A primeira carga dos franceses foi repelida, mas a segunda tentativa foi feita com um número expressivo de Couraceiros. Os cavaleiros franceses, munidos com armas de fogo, cercaram o corpo de infantaria de  Hohenzollern-Hechingen e resistiram à cavalaria de  Liechtenstein, mas não foram capazes de nada além disso, sendo obrigados a bater em retirada até suas antigas posições.

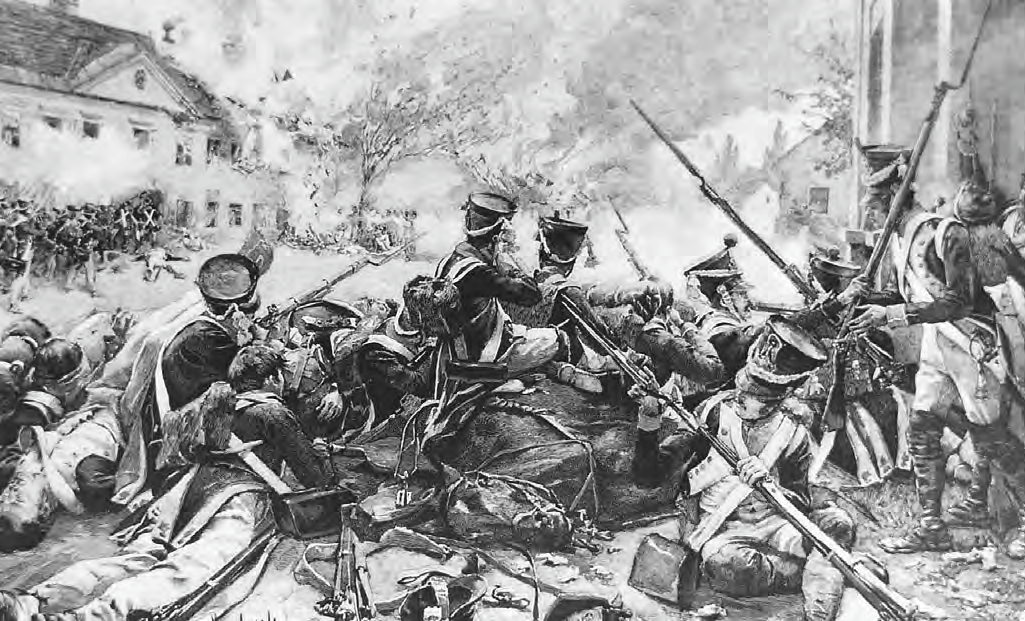
Franceses e austríacos trocam tiros nas ruas de Essling.

Enquanto isso, Essling era palco de combates tão acirrados quanto os de Aspern. Os couraceiros franceses efetuaram pesados ataques ao flanco ocupado por Rosenberg, atrasando sua reação. Nas vilas, Lannes conseguiu resistir com uma única divisão até o fim da noite. Os dois exércitos permaneciam entrincheirados em suas posições, enquanto em Aspern, franceses e austríacos enfrentavam-se com tiros de pistola. Napoleão não desanimou e recrutou todos os homens disponíveis como reforço para as tropas. Durante toda a noite, mais e mais soldados franceses chegavam à frente de batalha.

## Segundo dia
A batalha foi retomada na madrugada do dia 22. Masséna expulsou os austríacos de Aspern mas, ao mesmo tempo, Rosenberg invadiu Essling. Lannes, no entanto, resistiu ferozmente e, auxiliado pela divisão comandada por Saint-Hilaire, conseguiu repelir o ataque de Rosenberg. Em Aspern, Masséna foi expulso por um contra ataque comandado por Hiller e Bellegarde.

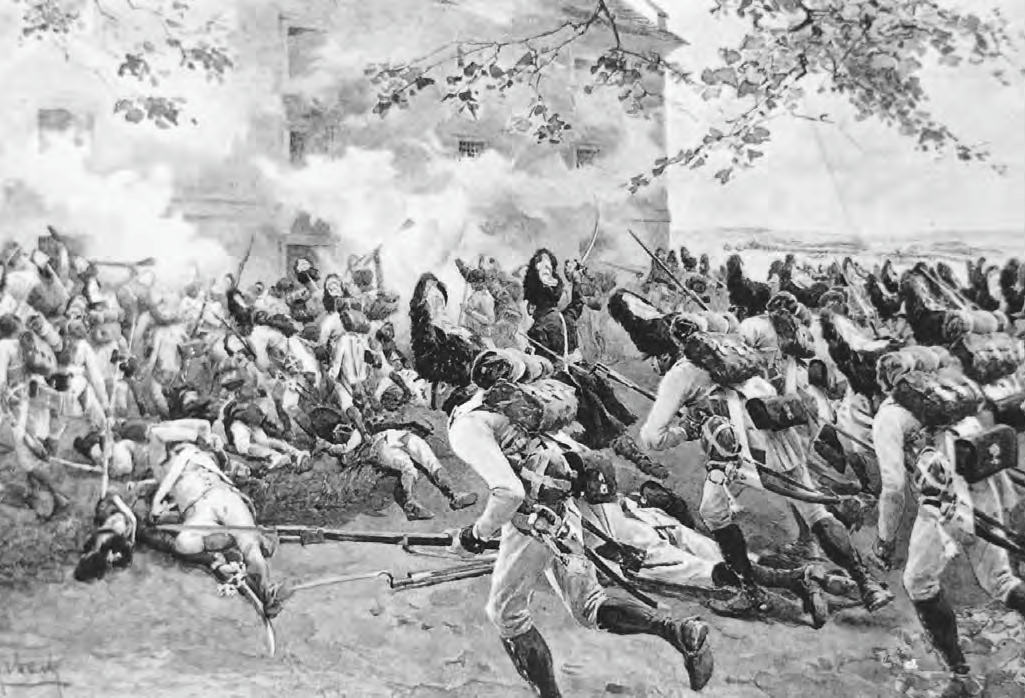
Em feroz combate, granadeiros austríacos tentam invadir o depósito fortificado de Essling.

Enquanto isso, Napoleão lançou um grande ataque às posições centrais austríacas. As tropas francesas posicionadas ao centro, com Lannes no flanco esquerdo e a cavalaria na reserva, avançaram. A linha austríaca foi rompida entre o flanco direito de Rosenberg e o flanco esquerdo de Hohenzollern. A vitória estava próxima, quando o arquiduque Carlos chegou com seus últimos reforços, a quem liderou pessoalmente. Lannes repeliu o ataque com toda sua força ao longo da linha. Aspern havia sido perdida e a notícia chegou a Napoleão num momento crítico: as pontes sobre o Danúbio foram destruídas por pesadas barcaças, deixadas à deriva com essa finalidade pelos austríacos.
Napoleão suspendeu imediatamente o ataque. Essling caiu após um novo ataque de Rosenberg e, enquanto os franceses eram expulsos, o general dirigiu seus ataques para as tropas posicionadas ao centro, que se retiravam lentamente pelas margens. A retirada foi bastante custosa e, não fosse pelo preparo de Lannes, os franceses teriam sido jogados ao rio pelo esforço furioso do arquiduque Carlos em romper suas resistências. Lannes foi gravemente ferido ao ser atingido nas pernas por uma bala de canhão. Morreu poucos dias depois, por complicações decorrentes da amputação de uma de suas pernas. A completa exaustão de ambos os lados pôs fim à batalha.

## Resultados

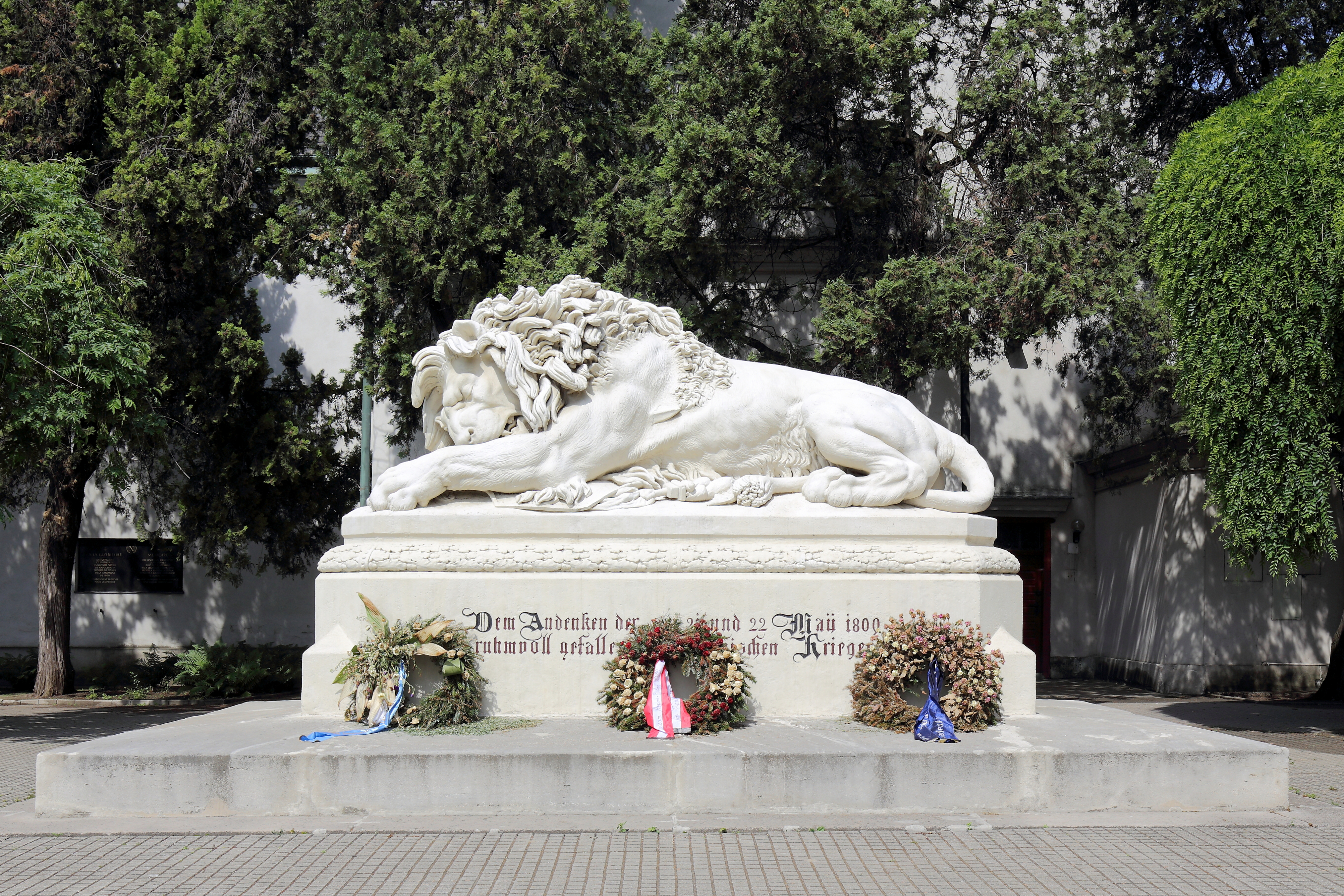
O Leão de Aspern, monumento comemorativo da batalha, em Viena.

Os franceses perderam mais de 20 000 homens, incluindo um dos mais hábeis comandantes e amigo pessoal de Napoleão, o marechal Jean Lannes. Os austríacos tiveram um número aproximado de vítimas, mas conseguiu assegurar a primeira grande vitória contra os franceses em mais de uma década. A vitória demonstrou o grande progresso que o exército austríaco teve desde a sequência catastrófica de derrotas em 1800 e 1805.
As forças francesas retiraram-se para a ilha. Na noite do dia 22, a última ponte foi consertada e o exército aguardou a chegada de reforços em Lobau. Os austríacos não souberam se aproveitar da situação favorável, o que permitiu que os franceses se reagrupassem. Um mês depois, eles fizeram uma segunda tentativa de atravessar o Danúbio, onde Napoleão conseguiu uma decisiva vitória sobre os austríacos, na Batalha de Wagram.
O Löwe von Aspern (Leão de Aspern) é um monumento comemorativo da batalha.

## Relatos

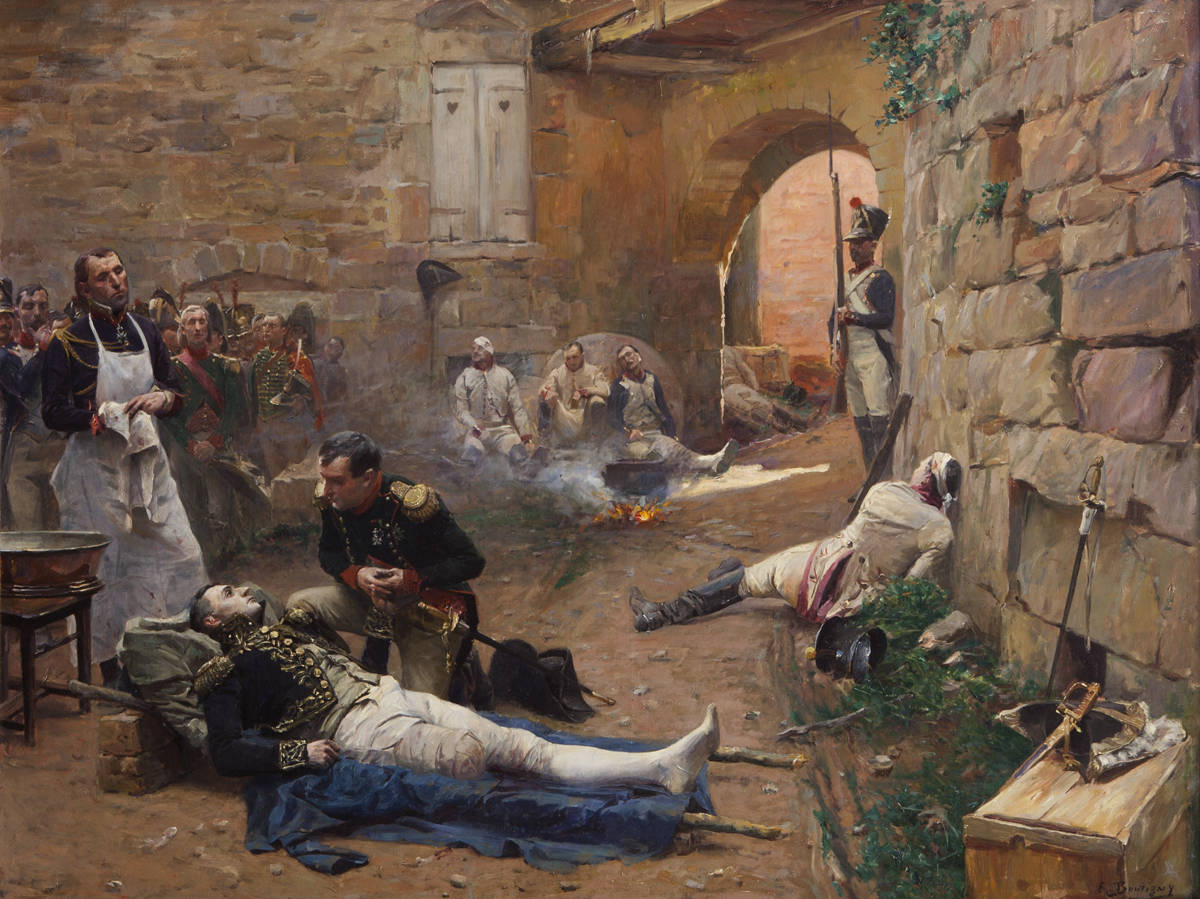
Marechal Jean Lannes é mortalmente ferido no final da batalha em Essling, em 22 de maio de 1809.

Patrick Rambaud, um autor francês, escreveu uma ficção sobre o conflito intitulada A Batalha, baseada no relato de testemunhas da época. Escrito sob a perspectiva francesa, o romance dá uma descrição bastante realista  dos combates na Era Napoleônica, bem como informações detalhadas de comandantes como Napoleão, Masséna e Lannes. A concepção e as notas utilizadas no livro vieram de anotações de Honoré de Balzac.
O cirurgião do exército Dominique Jean Larrey também descreveu a batalha em suas memórias e menciona como ele alimentou os feridos de Lobau com um caldo de carne de cavalo temperado com pólvora.

## Nota
- Este artigo foi inicialmente traduzido, total ou parcialmente, do artigo da Wikipédia em inglês cujo título é «Battle of Aspern-Essling», especificamente desta versão.